# Ostrý Grúň
Ostrý Grúň (Élesmart in ungherese) è un comune della Slovacchia facente parte del distretto di Žarnovica, nella regione di Banská Bystrica.